# Wrightsville (Geórgia)
Wrightsville é uma cidade localizada no estado americano de Geórgia, no Condado de Johnson.

## Demografia
Segundo o censo americano de 2000, a sua população era de 2223 habitantes.
Em 2006, foi estimada uma população de 3265, um aumento de 1042 (46.9%).

## Geografia
De acordo com o United States Census Bureau tem uma área de
9,1 km², dos quais 8,9 km² cobertos por terra e 0,2 km² cobertos por água. Wrightsville localiza-se a aproximadamente 105 m acima do nível do mar.

## Localidades na vizinhança
O diagrama seguinte representa as localidades num raio de 28 km ao redor de Wrightsville.